# Пригода, Сергей Григорьевич
Серге́й Григо́рьевич При́года (4 ноября 1957, Москва, СССР — 9 октября 2017, Векшё, Швеция) — советский футболист, защитник. Мастер спорта СССР (1976).

## Биография
Все 13 сезонов в чемпионате СССР отыграл в составе московского «Торпедо». Чемпион СССР 1976 года (осень), обладатель Кубка СССР 1985/86.
В 1977—1979 гг. сыграл 19 матчей в составе сборной СССР.
В конце 1988 уехал в Швецию, где два сезона выступал в клубе «Эстер» Векшё. С 1992 года стал работать тренером в Швеции.
Скончался в Векшё на 60-м году жизни.
Был женат, дочь Анна.

## Спортивные достижения

### Командные
- Чемпион СССР: 1976 (осень)
- Бронзовый призёр чемпионата СССР: 1977
- Обладатель Кубка СССР: 1985/86
- Обладатель Кубка Надежды 1987 года в составе сборной Москвы

### Личные
- Лауреат приза За самый красивый гол сезона (1985)
- В списках 33 лучших футболистов сезона значился пять раз: в 1977 году — под первым, в 1978 году — под вторым, в 1976, 1986, 1987 — под третьим номером